# 丹桂
丹桂（学名:  var. ），又称金桂、紅桂、金木樨，为木樨科木樨属的常绿乔木，帶有強烈的鹹甜味香氣，從普通的白色銀桂進化而來，其花朵和花蜜在中國能製成帶有甜味的傳統食品。
虽然其正式俗名为丹桂，但在中文口語裏直接称其为桂花即可，一般人不會將丹桂和普通的桂花作出特別區分。丹桂其實是桂花下的一个“种”，桂花為木樨属的俗名，本條目的丹桂（Osmanthus fragrans var. thunbergii）是栽種數量最多的桂花——银桂（Osmanthus fragrans var. latifolius）的變種。

## 分佈

### 中國
丹桂原产於中国，中國也是種植丹桂第一多的國家，在中國各省市都有廣泛的分佈，且中華人民共和國成立後進行過大面積科學量產。中国长江流域及其以南地区的北亚热带落叶林、常绿阔叶林混交区。喜温暖、湿润气候，耐高温而不耐寒，为温带树种。喜阳光，耐半荫。宜选择土层深厚、土壤肥沃、排水良好的偏酸性沙质壤土种植。

### 日本
世界上種植丹桂第二多的國家是日本。早在17世紀的江戶時代，日本商人就把中國丹桂的雄株帶到日本，因為它不結果實，所以除了北海道和沖繩以外，日本各地都採用插條繁殖。雖然在日本無自然分佈，但由於日本在庭園種植領域對丹桂海量的需求，故至今依然在日本各地有種植。據說日本的栽培區域從東北向南延伸，太平洋一側的岩手縣志和郡矢羽場町，到日本海一側的秋田，以及日本南部的九州均有丹桂開花。

## 形态及生态
丹桂是一種常綠闊葉小喬木，通常高達4米左右。在有利條件下，丹桂可以長到10～18米高，樹幹直徑為50厘米到超過1米。樹皮呈淡灰褐色，有明顯的菱形裂隙。隨著樹齡的增長，樹皮會垂直裂開。葉子對生，和拉長的橢圓形或寬披針形。葉緣呈波浪狀並略呈鋸齒狀。
丹桂的開花季節為秋季（9-10月）。這些丹桂花是橙色的小花，在葉腋處大量綻放。丹桂的花數多於銀桂。它有兩個雄蕊和一個不完整的雌蕊。丹桂的花有濃烈的奇香，比銀桂的香味更明顯、更帶有甜味，晚上聞起來更濃。香味比人參更濃。秋季会开出许多橘红色小花。为雌雄异株。香味较银桂更加浓郁。香味主成分为β-紫罗兰酮、芳樟醇、γ-癸內酯、氧化芳樟醇及叶醇等。其中，γ-癸內酯对菜粉蝶有驱避作用。
丹桂是雌雄異株植物，雌株在冬天結出枸杞大小的小果實，成熟時變成紫色。在日本，只進口開好花的雄性植物，因為它們不用結果，存活時間可以更久；而在中國則沒有這種限制。
丹桂的枝尖有1～4個冬芽，葉基部有數個垂直排列。枝條頂端的冬芽是葉芽，在春季長出新葉。
目前，植物學家們把日本的金木犀等同於中國的丹桂，但這沒有定論，目前也沒多少人來做相關研究，導致這個疑問一直擱置。如果一定要分析的話：首先，金木犀只在日本有大範圍的專門栽培，而中國幾乎沒有。再者，中國常見的桂花茶“大花丹桂”和“朱砂丹桂”在日本卻很少見，屬於雙向無法栽培。然後，雖然日本的金木犀也被歸類為“丹桂”，但日本人在歷史上從未搞混過，即使這兩種花都是桂花，且形態極度相似。所以，從這個兩國使用頻率的角度來看，有可能中國丹桂和日本金木犀俱有完全不同的基因，“金木犀原產於日本而非中國”的說法可能也有道理。

## 用途
丹桂是一種食用和庭园观赏的兩用型植物，也是罕見的果實不能吃、花朵卻能吃的可食用植物。丹桂無需授粉和種子繁殖，通過插條在別的植物上即可輕鬆開花生存。在中國，丹桂由於需要被食用，所以在全中國各地都有大面積種植。
在中國，花冠被曬乾並浸泡在白酒，融合成一種叫“華陳樹”的桂花酒；或者可以與龍井茶混合，製成一種叫“杏花微雨”的桂花茶，還可以加入蜂蜜和水煮沸，製成一種叫“金陵醬”的桂花醬。此外，中國菜中有許多以桂花的顏色命名的蛋類菜餚，如桂花蟹粉酥、芙蓉丹桂蟹、金桂雞蛋、桂豆腐、桂花火腿等。也有直接食用的花，如龍眼桂蜜餞、藕粉桂花糖糕。

### 種植
丹桂是眾所周知的、俱有改善氣味的功能型樹種。因其耐空氣污染和海風、經得起修剪、喜蔭生長而在中國、日本和韓國的公共場所長期種植。也因為長不成大樹，所以更適合地勢狹窄的空間，例如籬笆、人行道的間隔或者陽台。丹桂喜歡稍帶陰涼的環境，作為日本庭園的一種裝飾，它最適合半陰處。丹桂生長迅速，容易變形，無法保持固定的花形，因此每隔幾年修剪一次是個好主意。修剪丹桂應在開花結束後和次年春季新芽出現之前進行。至於對丹桂有害的害蟲，春秋冬都沒有，唯有夏天可能因為其鹹鹹甜甜的氣味而吸引來紅蜘蛛，所以栽培者需格外小心。丹桂的最佳種植季節為2月下旬至3月上旬、6月下旬至7月中旬和9月至10月。
由於日本的丹桂只有雄株，故採用扦插繁殖。因為丹桂耐久、易栽培、賞花，所以經常作為日本庭園的樹或盆栽，在日本大受歡迎。插條至少需要五年才能開花，但如果你購買幼苗並種植它們，它們最早會在你種植的那一年開花。它長得很快，所以種在花園裡比種在花盆裡要好，但如果你確實種在花盆裡，就把它種在盡可能大的花盆裡。
桂花香氣甘甜、堅韌，因此在日本拱形廁所為主流的時期，桂花有時種植在廁所附近，帶有吸收臭味的功能。因此，從20世紀70年代初到90年代初，模仿桂花的香味主要用作廁所空氣清新劑，因此一些老年人可能會將它們與廁所聯繫起來。
丹桂也是日本秋天的季語。

### 藥用
丹桂是一種香甜可口的健康食品，其花朵可作藥用。花中含有蠟、丁香和α-側柏酮等精油，以及葡萄糖、果糖、甘露醇和硬脂酸。據說精油具有芳香健胃作用，可刺激味覺神經並促進唾液和胃液的分泌，並且對血液循環也很有用。據說精油以外的成分具有營養保險作用。
將乾燥的花煮沸，作為桂花茶，以保證營養，促進食用。低血壓患者、失眠者，將新鮮花朵150克或乾花30克浸入1升燒酒中，置陰涼避光處3個月，去藥渣，睡前泡木柴花酒。在睡前喝一杯可預防各種女性疾病。

## 關於丹桂的文化

### 中國
中國明朝時期，李时珍（1518—1593）所著的《本草纲目》中记载桂花：花有白者名银桂，黄者名金桂，红者名为丹桂；有秋花者，春花者，四季花者，逐日花者。李时珍以花色、花期作为桂花品种分类的标准，一直沿用至今。至清朝陈淏子所著的《花镜》中对金桂、银桂、丹桂、四季桂品种群的划分已十分明确。
在中國的神話傳說中，人們認為月亮上有一棵極其巨大的丹桂樹，散發著香氣，嫦娥、吳剛和月老則在樹下譜寫人間因緣，吃桂花酒釀湯圓。基於這個故事，中國的古代詩歌中經常用「月桂」指代丹桂，以作風雅。
在中式花語中，丹桂的花語是“謙虛”和“真實”。

### 日本
日本的丹桂不是用來吃的，而是純粹的觀賞植物。有非常多的“日本都道府縣、市区町村”都把丹桂指定為自己的代表花，它們分別是：
- 都道府縣
  - 靜岡縣
- 市区町村
  - 茨城縣 - 牛久市
  - 千葉縣 - 八街市
  - 神奈川縣 - 橫濱市泉區、中井町、大井町
  - 長野縣 - 高森町
  - 靜岡縣 - 掛川市、袋井市
  - 愛知縣 - 名古屋市天白區、日進市、蟹江町
  - 滋賀縣 - 草津市
  - 大阪府 - 大阪市淀川區、豐中市
  - 兵庫縣 - 明石市
  - 奈良縣 - 三宅町
  - 和歌山縣 - 紀之川市
  - 福岡縣 - 田川市、小竹町、築前町
  - 佐賀縣 - 鹿島市
  - 熊本縣 - 山鹿市、宇土市、甲佐町
  - 大分縣 - 別府市

## 引用資料

### 來源
1. ↑  米倉浩司・梶田忠. . BG . 2003  [2013-10-16]. （原始内容存档于2016-03-05） （日语）.
2. 1 2 3 4 5 6  山﨑誠子 2019，第42頁.
3. 1 2 3 4 5 6  平野隆久監修 永岡書店編 1997，第150頁.
4. 1 2 3 4 5 6 7  田中潔 2011，第148頁.
5. 1 2 3 4  辻井達一 1995，第280頁.
6. 1 2 3 4 5 6 7 8  田中孝治 1995，第135頁.
7. ↑  . 2020-10-09.
8. ↑  辻井達一 1995，第281頁.
9. 1 2 3 4 5 6  鈴木庸夫・高橋冬・安延尚文 2014，第52頁.
10. ↑  広島大学生物圏科学研究科・化学生態学研究室. . 研究内容紹介. 広島大学.   [2013-10-16]. （原始内容存档于2011-12-24）.
[]
11. ↑  大村尚. . 比較生理生化学 (日本比較生理生化学会). 2006, 23 (3): 134–142  [2018-09-28]. doi:10.3330/hikakuseiriseika.23.134.
12. ↑  Hisashi Ômura; Keiichi Honda; Nanao Hayashi. . Template:仮リンク. 2000, 26 (3): 655–666. ISSN 0098-0331. doi:10.1023/A:1005424121044.
13. ↑  广岛大学生物圏科学研究科・化学生态学研究室. . 研究内容介绍.   [2013-10-16]. （原始内容存档于2011-12-24） （日语）.
14. ↑  Hisashi Ômura. . 化学生态学杂志（英语：Journal of Chemical Ecology）. 2000, 26 (3): 655–666. ISSN 0098-0331. doi:10.1023/A:1005424121044 （英语）.
15. ↑  全国調理師養成施設協会編 (编).  改訂. 全国調理師養成施設協会、調理栄養教育公社（発売）. 1998. ISBN 4-924737-35-6.
16. ↑  山﨑誠子 2019，第43頁.
17. ↑  田幸和歌子. . Excite Bit コネタ. エキサイト. 2006-10-24  [2013-10-16]. （原始内容存档于2023-03-08）.

### 脚註
1. ↑  ギンモクセイはキンモクセイよりわずかに鋸歯が強いので、そこが見分けるポイントの一つだが、どちらもヒイラギモクセイほどはっきりした鋸歯はなく、見分けづらいこともある。